# 홀 대 플로리다 소송
‘홀 대 플로리다’, 미국 572번 ___쪽(2014년)은, 미국 대법원 판례인데 그 안에서 법원은 다음과 같이 결정했는데 그것은 지적 장애(공식적 정신 지체)를 누군가가 가지는지를 결정하는 것에 대한 명확한 아이큐 기준 요건은 사형에 그들이 처해질 수 있는지 결정하는 것에 있어서 위헌적이라는 것이다.